# 小行星5335
達摩克里斯 (5335，dam'-ə-kleez, ˈdæməkliːz) 達摩克小行星的原型，它們是核心不活躍的長週期彗星哈雷彗星家族的成員。這顆小行星於1991年被發現，並被以希臘神話中的達摩克里斯來命名。 
當達摩克里斯在1991年被羅伯特·H.·麥坎納發現時，他發現它的軌道與過去已知的小行星都不一樣。達摩克里斯的近日點在火星的軌道附近，而遠日點在天王星的附近，他似乎是從外太陽系的圓軌道轉換成橢圓軌道進入內太陽系。 鄧肯·史提爾、傑拉爾德·漢恩、馬克·貝利和 David Asher推導出動力學上長期演變的結果，發現一個可能成為越地小行星 (Earth-crosser asteroids)的好方法，並且在這樣的軌道上經度過了四分之一的生命期。達摩克里斯在成為目前的狀態之前，因為它的軌道高度傾斜，使它不會接近木星或土星，因而曾經有數萬年是在穩定的軌道上運轉。
有一些猜測認為在火星上也許可以看見達摩克里斯造成的天龍座流星雨。

## 註解
1. ↑   Steel, D. "Rogue Asteroids and Doomsday Comets", page 127-8. Wiley & Sons, 1995
2. ↑  Meteor Showers and Their Parent Bodies （页面存档备份，存于）